# گورستان گریران سفلی
قبرستان گریران سفلی مربوط به سده‌های میانه دوران‌های تاریخی پس از اسلام است و در شهرستان سلسله، بخش مرکزی، دهستان یوسفوند، شمال غرب روستای گریران سفلی واقع شده و این اثر در تاریخ ۲۸ اسفند ۱۳۸۵ با شمارهٔ ثبت ۱۸۸۶۵ به‌عنوان یکی از آثار ملی ایران به ثبت رسیده است.